# Gavin MacIntosh
Gavin MacIntosh (* 22. března 1999 Tucson, Arizona, USA) je americký herec a model. Ve svých deseti letech odstartoval svou profesionální kariéru jako herec a model a proslavil se ztvárněním role Connora Stevense v seriálu Fosterovi.

## Život
Narodil se 22. března 1999 v Tucsonu v Arizoně, později se s rodinou přestěhoval do Hermosa Beach v Kalifornii. Studoval střední školu Mira Costa v Manhattan Beach, kterou absolvoval roku 2016. Má dva mladší bratry, Granta a Gage.

## Kariéra
Roku 2010 začal svou hereckou kariéru hlavní rolí v krátkém dramatickém filmu Turns. Mezi jeho další role v krátkých filmech též patří role mladého Martina Thomase ve Science of Death nebo mladého Jonathana ve filmu Breathe. Následujícího roku vystoupil po boku jeho bratra Gage jako bratři Mark a Nick Patersonovi v dramatu Blood Games: Sanctioned to Die.
Téhož roku se poprvé objevil v televizi v hostující hlavní roli člena Ronova skautského oddílu v komediálním seriálu NBC Parks and Recreation. Mezi jeho další televizní role patří vystoupení jako Burtův 13letý bratr Bruce ve flashbacku z roku 1981 v komediálním seriálu Raising Hope od Foxu a jako Young Brad v pilotní epizodě navrhovaného sci-fi dramatického seriálu H.O.P.E.
O dva roky později (roku 2013) začíná hrát v seriálu Fosterovi. V seriálu ztvárňuje postavu Connora Stevense, pohledného a laskavého chlapce, který rozvíjí své city ke stydlivému a uzavřenému pěstounovi Judovi Adams Fosterovi (ztvárnil Hayden Byerly), což 13letého Jude a 14letého Connora přimělo začít pochybovat ohledně jejich sexuální orientace.
Kromě filmů a seriálu se též objevil v různých národních reklamách, včetně televizních kampaní, jako jsou Goodyear Tires, Oscar Mayer Lunchables, Pizza Hut, Lowe's a Honda. Jako dětský model se objevil i v tisku, včetně komerčních a redakčních kampaní mimo jiné pro Mattel, Target, Gap, Porsche, Hang Ten a Tom Tailor.
Dne 2. března 2015 ABC Family odvysílala díl seriálu Fosterovi Now Hear This, která ukazovala postavy MacIntoshe a Byerlyho, jak si dávají polibek, který je považován[kým?] za LGBT polibek dvou nejmladších lidí v historii americké televize. Ve svých dvou tweetech ze dne 29. března MacIntosh protestoval proti YouTube a jeho přidání věkového omezení k videu se scénou k polibku. Tím vyvolal kampaň na sociálních sítích a YouTube posléze věkové omezení odstranil. Scéna byla uvedena na 9. místě v seznamu 19 největších televizních LGBT momentů roku 2015. Jejich polibek byl také uveden v seznamu 7 nejlepších momentů z ABC Family The Wrap Rewind 2015.
Dne 23. prosince 2015 byl MacIntosh uveden v publikaci OUT Magazine, kde se diskutovalo o jeho slavném gay polibku.

## Osobní život
Mezi jeho osobní zájmy patří skateboarding, cyklistika, fotbal, kreslení a malování, též skládání písní. Podporuje práva a rovnost pro LGBT a kampaň „Be Good to Each Other“.

## Filmografie
| Film      | Film                           | Film                | Film                            |
| Rok       | Film                           | Role                | Poznámky                        |
| --------- | ------------------------------ | ------------------- | ------------------------------- |
| 2010      | Turns                          | (Není známo)        | Krátký                          |
| 2011      | The Science of Death           | Mladý Martin Thomas | Krátký                          |
| 2011      | Soulman: The Movie             | Bobby               | Krátký                          |
| 2011      | Sweet Dreams                   | Jakeu               | Krátký                          |
| 2011      | Blood Games: Sanctioned to Die | Mark Paterson       | Vlastnosti                      |
| 2011      | The Bluewater Tale             | Alex                | Krátký                          |
| 2011      | The Art if Paying Rent         | Jake McCormick      | Krátký                          |
| 2011      | Breathe                        | Mladý Jonathan      | Krátký                          |
| 2012      | Knocked Down                   | Mladá Donny         | Krátký                          |
| 2016      | American Fable                 | Martin              | Vlastnosti                      |
| Televize  |                                |                     |                                 |
| Rok       | Program                        | Role                | Poznámky                        |
| 2011      | Parks and Recreation           | Wayne               | Epizoda: „Pawnee Rangers“       |
| 2011      | Raising Hope                   | Třináctiletý Bruce  | Epizoda: „Burtovi rodiče“       |
| 2012      | H.O.P.E.                       | Mladý Brad          | Epizoda: „Life Alone“ (Pilot)   |
| 2013–2016 | The Fosters                    | Connor Stevens      | Opakující se role, 25 epizod    |
| 2015–2017 | Boses                          | Parker Booth        | 2 epizody                       |
| 2021      | Good Trouble                   | Connor Stevens      | Hostující vystoupení, 1 epizoda |